# Oud-Egyptische architectuur

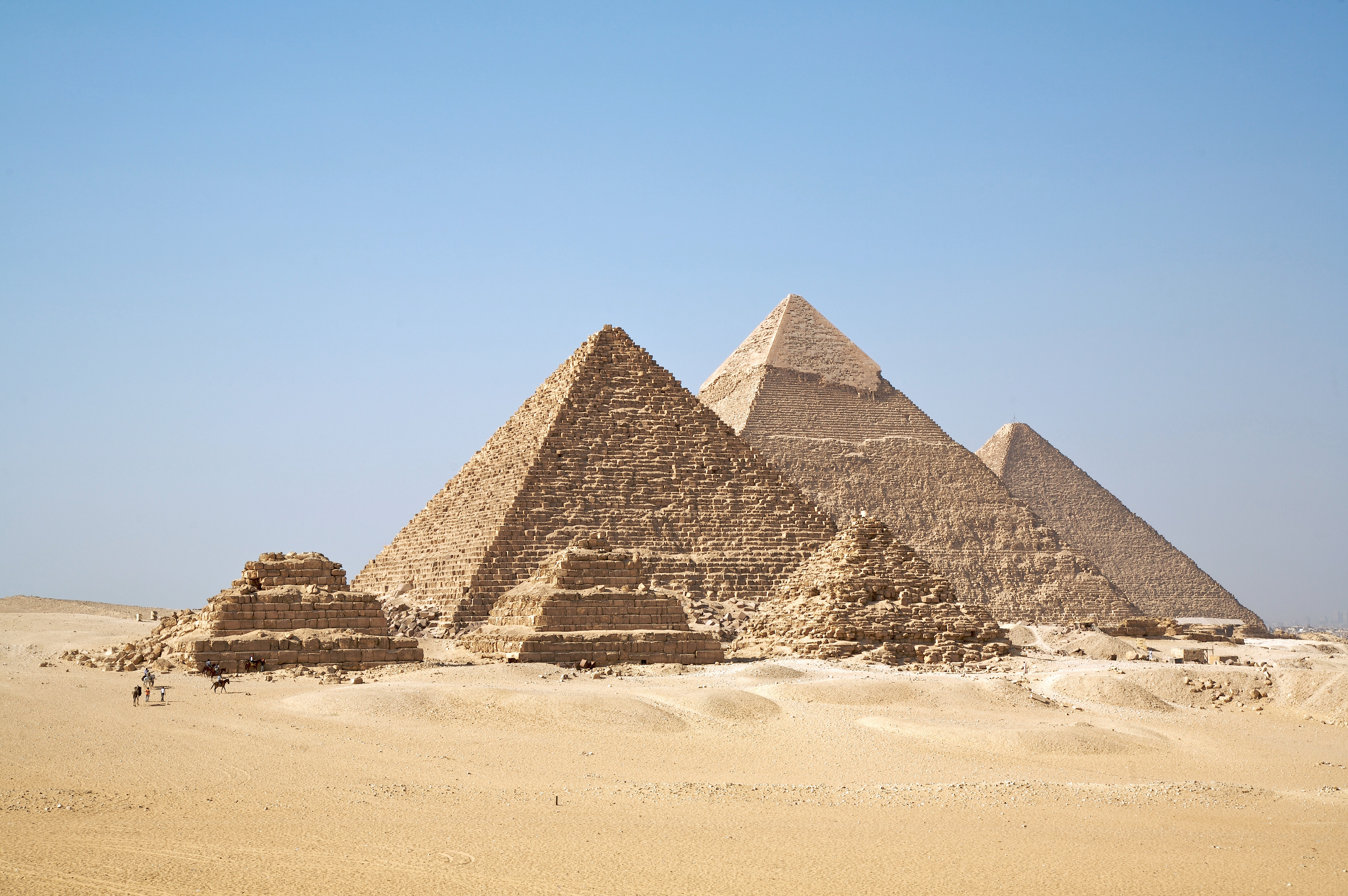
De Piramiden van Gizeh, het bekendste voorbeeld van oud-Egyptische architectuur.

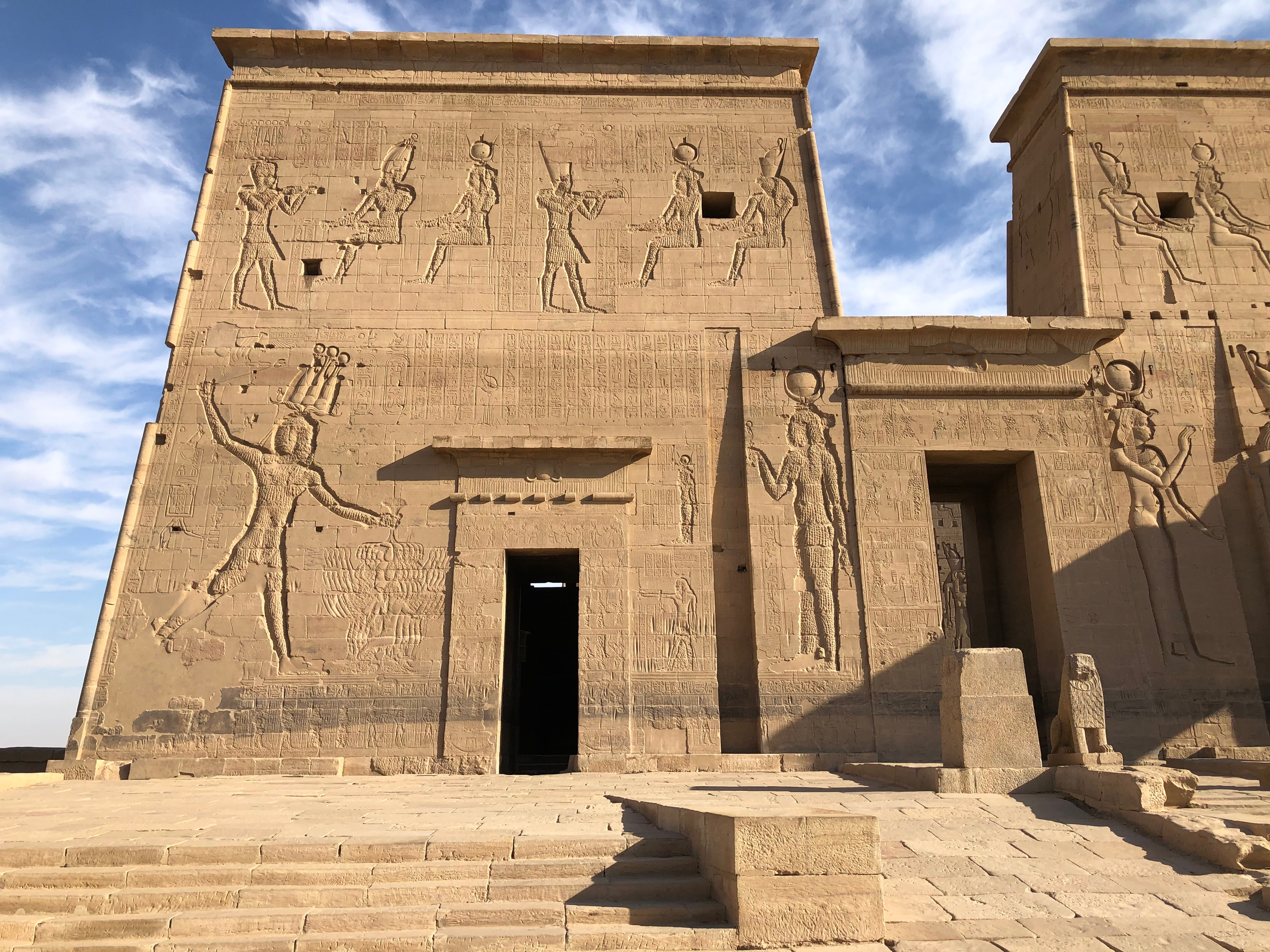
De tempel van Philae. Op de pyloon zijn de tekeningen goed zichtbaar.

Met de oud-Egyptische architectuur worden de bouwstijlen aangeduid zoals gebruikelijk in het Oude Egypte. Deze beschaving beslaat een periode van zo'n 3.000 jaar die door historici in verschillende perioden is opgesplitst. De bouwkunst begint bij de bouw van de eerste Mastabagraven aan het begin van het 3e millennium v.Chr. en eindigt bij de inname van Egypte door Alexander de Grote in 332 v.Chr. De bekendste voorbeelden zijn de Egyptische tempels en de piramiden. Opvallende elementen zijn de obelisken en de papyruszuilen waarvan het kopstuk geïnspireerd is op papyrusriet. Er zijn verschillende invloeden van buitenaf op de bouwstijlen te herkennen. Uiteindelijk mondde het uit op de overgang met de Griekse en later de Romeinse architectuur.
Om de oud-Egyptische architectuur te bestuderen is men vooral aangewezen op de grotere monumenten, zoals tempels en piramiden. Dat komt doordat de meeste bouwwerken zoals huizen en zelfs de paleizen en de fortificaties van leemsteen (in de zon gebakken klei) en kalksteen werden gemaakt, materiaal dat veel voorkwam in de omgeving. Ook de woningen bestonden uit leemsteen. Bij de overstromingen van de Nijl werd deze substantie echter geleidelijk weggespoeld. Alleen de grote monumenten werden van grote blokken graniet gemaakt en zijn hierdoor beter bewaard gebleven. Ook veel ornamenten, zoals dromos en obelisken, zijn gemaakt van graniet. Er is echter wel een groot aantal arbeidersdorpen opgegraven, zoals die van Deir el-Medina vlak bij de Vallei der Koningen.

## Graven

Tekening van een mastaba

Ooit werden de Egyptische edelen en farao's begraven in mastaba's. Dit waren rechthoekige maar tapse grafmonumenten. De eerste grote mastaba's werden al ten tijde van de 1e dynastie van Egypte gebouwd. Umm el-Qaab is een bekende plek waar een groep van deze grafmonumenten te vinden is. Door hun vorm lijken de mastaba's wel een beetje op afgetopte piramiden, en hier zijn de piramiden dan ook uit voortgekomen. De piramiden werden gebouwd over een periode van zo'n duizend jaar, en een groot aantal is bewaard gebleven. Deze hebben verschillende vormen. De Piramiden van Gizeh zijn hiervan de bekendste. Waarschijnlijk speelde astronomie een belangrijke rol in de plaatsing van deze graftombes. Een benben-steen is een piramidevormige, versierde steen die op de top werd geplaatst. Later in de tijd van het Nieuwe Rijk werd overgegaan op rotsgraven zoals in de Vallei der Koningen

## Tempels
De Egyptische tempels kunnen ingedeeld worden in dodentempels, zonnetempels en cultustempels. In elke tempel werd een specifieke god of soms overleden farao aanbeden. De cultustempels hadden gewoonlijk een pyloon, dat is een gevel met een hoge muur met in het midden een toegangspoort. Binnen de pyloon zat een trappenhuis. De weg naar de tempel kon geflankeerd zijn door standbeelden of dromos; kleine sfinxen. Binnen de tempel waren een of meerdere hypostyle zalen omringd met zuilen. De pilaren en muren werden met tekeningen en hiërogliefen versierd, en zowel binnen als buiten in heldere kleuren beschilderd.

## Ornamenten

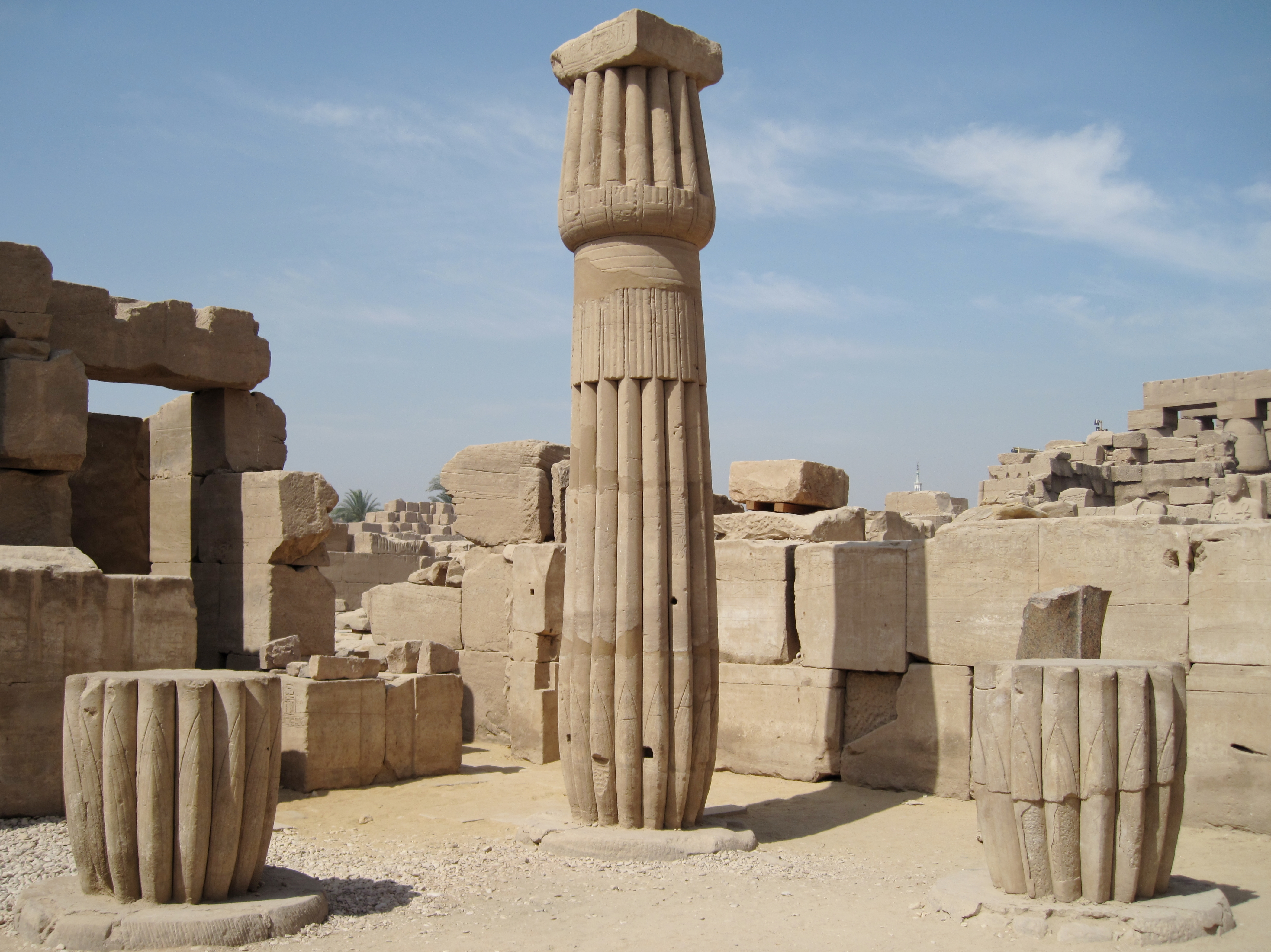
papyruszuilen in Karnak

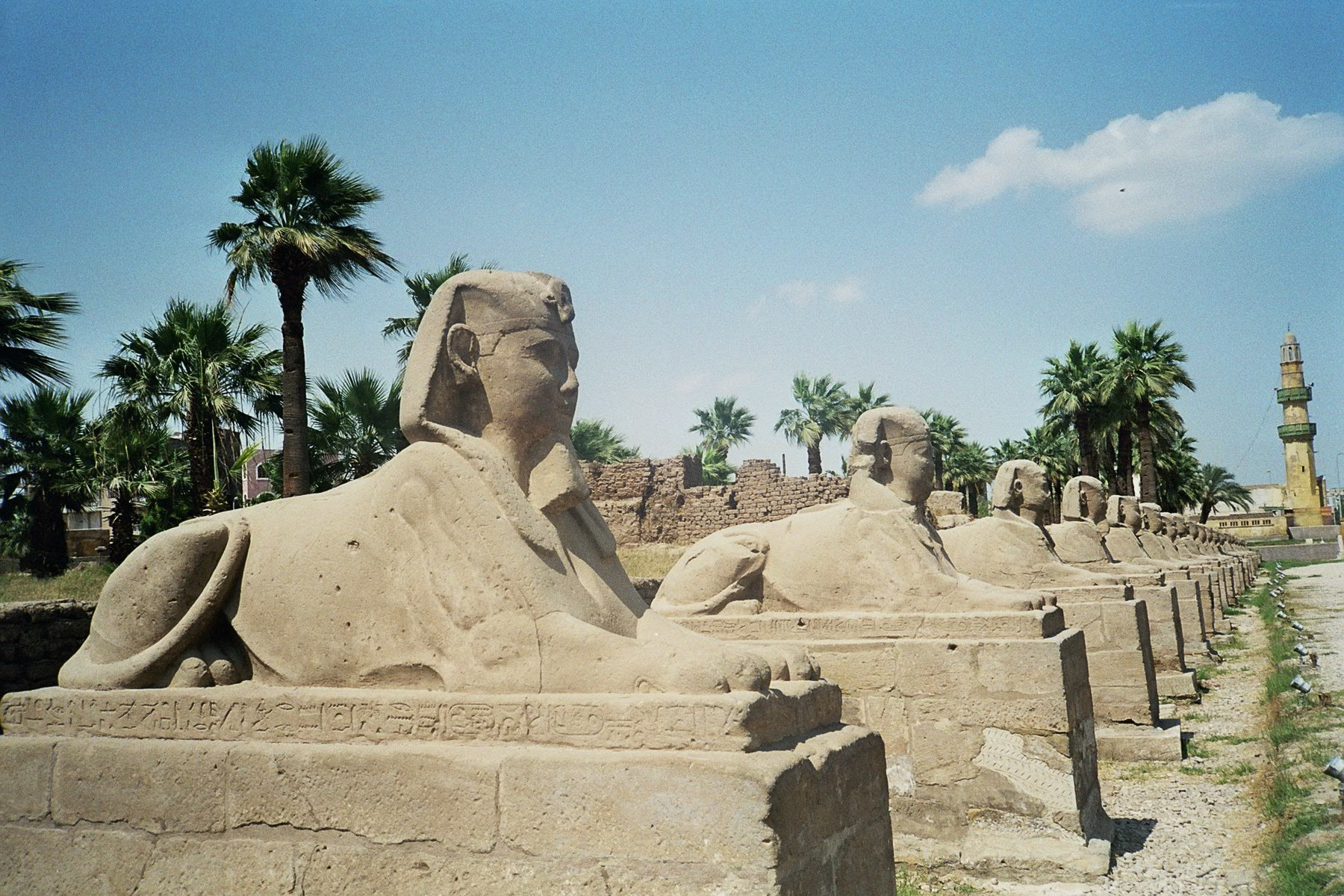
Dromos langs de weg naar de Luxortempel

De Egyptische zuil is er in meerdere vormen. Zo is er de papyruszuil die geïnspireerd is op het papyrusriet. Deze zuil heeft in de loop van de eeuwen een evolutie doorgemaakt. Een andere op een plant geïnspireerde zuil is de lotuszuil. Ook was er de Hathorzuil die de godin Hathor uitbeeldt.
De obelisk is een langwerpige monolithische vierkante steen die naar boven spits toeloopt met een piramidevormige punt.

## Voorbeelden
Enkele voorbeelden van de oud-Egyptische architectuur zijn:
- De Piramiden van Gizeh en de sfinx van Gizeh
- Karnak en de tempel van Amon
- Tempel van Hatsjepsoet
- Ramesseum
- Luxortempel
- Philae